# Трашкэ, Марьоара
Марьоара Трашкэ (рум. Marioara Trașcă; род. 29 октября 1962, Бухарест), в замужестве Куреля (рум. Curelea) — румынская гребчиха, выступавшая за сборную Румынии по академической гребле в 1980-х и 1990-х годах. Серебряная призёрка летних Олимпийских игр в Лос-Анджелесе, серебряная и бронзовая призёрка Олимпийских игр в Сеуле, шестикратная чемпионка мира, победительница и призёрка многих регат национального значения.

## Биография
Марьоара Трашкэ родилась 29 октября 1962 года в Бухаресте, Румыния.
Дебютировала на взрослом международном уровне в сезоне 1983 года, когда вошла в основной состав румынской национальной сборной и выступила на чемпионате мира в Дуйсбурге, где в зачёте парных рулевых четвёрок заняла итоговое четвёртое место.
Благодаря череде удачных выступлений удостоилась права защищать честь страны на летних Олимпийских играх 1984 года в Лос-Анджелесе (будучи страной социалистического лагеря, формально Румыния бойкотировала эти соревнования по политическим причинам, однако румынским спортсменам всё же разрешили выступить на Играх частным порядком). Здесь Трашкэ стартовала в составе распашного экипажа, куда также вошли гребчихи Луча Саука, Дойна Шнеп-Бэлан, Анета Михай, Аурора Плешка, Камелия Дьяконеску, Михаэла Армэшеску, Адриана Базон и рулевая Вьорика Йожа — в финале восьмёрок пришла к финишу второй позади экипажа из Соединённых Штатов и тем самым завоевала серебряную олимпийскую медаль.
После лос-анджелесской Олимпиады Марьоара Трашкэ осталась в гребной команде Румынии на ещё один олимпийский цикл и продолжила принимать участие в крупнейших международных регатах. Так, в 1985 году она отправилась представлять страну на мировом первенстве в Хазевинкеле, где выиграла бронзовую медаль в восьмёрках.
В 1986 году на чемпионате мира в Ноттингеме одержала победу в распашных рулевых четвёрках.
На мировом первенстве 1987 года в Копенгагене дважды поднималась на верхнюю ступень пьедестала почёта, была лучшей в четвёрках и восьмёрках.
Находясь в числе лидеров румынской национальной сборной, благополучно прошла отбор на Олимпийские игры 1988 года в Сеуле — на сей раз взяла бронзу в четвёрках и серебро в восьмёрках.
В 1989 году вышла замуж и начиная с этого времени на соревнованиях выступала под фамилией мужа Куреля. В частности, в этом сезоне выступила на чемпионате мира в Бледе, где выиграла серебряную медаль в безрульных двойках и победила рулевых восьмёрках.
На мировом первенстве 1990 года в Тасмании добавила в послужной список две золотые награды, полученные в безрульных четвёрках и рулевых восьмёрках — таким образом стала шестикратной чемпионкой мира по академической гребле.
Последний раз показывала сколько-нибудь значимые результаты на международной арене в сезоне 1991 года, когда на чемпионате мира в Вене заняла шестое место в безрульных четвёрках и завоевала бронзовую медаль в рулевых восьмёрках. Вскоре по окончании этих соревнований приняла решение завершить спортивную карьеру.